# Letur-Lefr
Letur-Lefr es un EP del músico multiinstrumentista y compositor estadounidense John Frusciante, publicado en diversos formatos el 17 de julio de 2012 a través de Record Collection. Se grabó en 2010 y Frusciante tocó todos los instrumentos del disco, cantó y se encargó de la producción, mientras que en algunas de las canciones cantaron otros "artistas invitados".

## Título
Según Frusciante, el título del EP "significa la transición de dos convirtiéndose en uno, simbolizando en particular que la primera canción del disco es la secuela del último".

## Lista de canciones
Todas las canciones escritas y compuestas por John Frusciante. 
| N.º | Título         | Duración |  |
| 1.  | «In Your Eyes» | 4:27     |  |
| 2.  | «909 Day»      | 2:24     |  |
| 3.  | «Glowe»        | 1:31     |  |
| 4.  | «FM»           | 3:42     |  |
| 5.  | «In My Light»  | 3:49     |  |

## Créditos
Músicos
- John Frusciante - voz, coros, sintetizadores, guitarra, samples, caja de ritmos
- Nicole Turley - voz (1)
- RZA - voz (2, 4 and 5)
- Leggezin Fin - voz (2)
- Masia One - voz (2)
- Kinetic 9 - voz (2 and 4)
- Rugged Monk - voz (4)

Producción
- John Frusciante - productor

Diseño
- John Frusciante - diseño y arte de portada
- Julian Chavez - diseño de portada